# Mikrofibrille

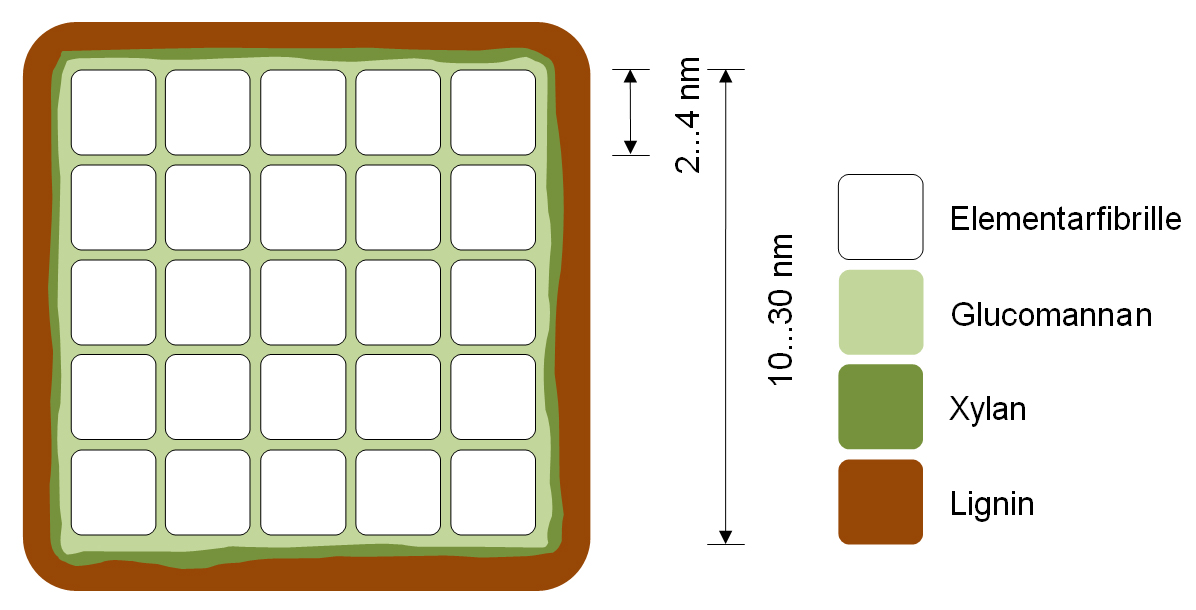
Schematischer Querschnitt einer Mikrofibrille

Mikrofibrillen sind Bestandteile der pflanzlichen Zellwand. Bereits mit einem Lichtmikroskop lassen sich in der Zellwand faserige Elemente erkennen, die Makrofibrillen (Durchmesser: 0,5 mm). Diese sind aufgebaut aus untereinander verflochtenen Mikrofibrillen (Durchmesser: 10–30 nm). Mikrofibrillen sind wiederum jeweils aus bis zu 20 kleineren Einheiten aufgebaut, den so genannten Micellarsträngen oder Elementarfibrillen (Durchmesser: 2–4 nm), die in eine Zwischenzellsubstanz aus Hemicellulose (Glucomannane, Xylane) und Lignin eingebettet sind.
Elementarfibrillen setzen sich aus bis zu 50 Cellulosefäden zusammen. Diese Cellulosefäden sind parallel angeordnet, aber jeweils um ein halbes Glucosemolekül verschoben, sodass sich Wasserstoffbrückenbindungen zwischen den einzelnen Strängen ausbilden können.
Bei pflanzlichen Zellen besteht die primäre Zellwand, die zuerst gebildet wird, aus Zellulose-Mikrofibrillen, die kreuz und quer liegen (Streutextur) und über Wasserstoffbrücken verbunden sind. Sobald die Zelle ihre maximale Ausdehnung erreicht hat, wird eine zweite Zellwand (Sekundärwand) darunter erzeugt. Im Gegensatz zur primären Zellwand sind die Mikrofibrillen hier parallel angeordnet (Paralleltextur), und ihre Richtung ändert sich leicht mit jeder neuen Schicht. Somit ist die Stabilität der Zelle bzw. der ganzen Pflanze gewährleistet.
Die Quellung von Holz wird unter anderem durch das Einlagern von Wasser-Molekülen zwischen Fibrillen verursacht, wobei Brücken zwischen Faserwandkomponenten aufgebrochen werden.